# Die Elefantenpolizei
Die Elefantenpolizei, auch bekannt unter den Titeln Tarzerix – Der Rächer, Tarzerix – Die Elefantenpolizei, Die Elefantenpolizei – Tarzerix ist ein taiwanisch-chinesischer Fantasy-Zeichentrickfilm aus dem Jahr 1975. Er ist der erste farbige Zeichentrickfilm im Breitbild-format der von China und Taiwan gemeinsam produziert wurde. Der Film ist eine Adaption des Comic-Buchs „Feng Shen Bang“ von dem taiwanischen Comiczeichner Cai Zhizhong. Die Geschichte des Films basiert lose auf der chinesischen Novelle The Creation of the Gods. Der Charakter Tarzerix, ist zum Teil dem berühmten chinesischen Schauspieler und Kampfkünstler Bruce Lee nachempfunden. Seine deutsche Kinopremiere hatte der Film in Westdeutschland am 30. Oktober 1977.

## Handlung
König Zhou regiert sein Königreich mit eiserner Hand. Kritiker werden meist grausam zu Tode gefoltert. Sein Volk leidet unter seiner Knechtschaft. Er ist seiner Frau, einer Dämonin namens Neun-schwänzige-Füchsin, verfallen. Geschickt weiß sie ihn für ihre Zwecke zu manipulieren, ohne dass er dies merkt.
Den Göttern im Himmel bleibt die Tyrannei des Königs nicht verborgen und beraten sich darüber, wie sie den Menschen am besten helfen können. Meister Wu, ein Magier, wird in das Königreich von Zhou entsandt. Wu tötet eine Dämonin, die eine Schwester der Neun-schwänzige-Füchsin ist. König Zhou wird daraufhin von seiner Frau gebeten einen hohen Aussichtspunkt in der Stadt zu bauen, als Baumeister schlägt sie Meister Wu vor. Sie weiß, dass Wu ihre Schwester getötet hat und sinnt auf Rache. Falls Wu den Job annimmt, könnte sie ihm leicht etwas anhängen. Meister Wu teilt dem Kanzler von König Zhou mit, dass er die Stelle ablehnt, mit der Begründung, dass das Volk dann noch mehr leiden müsste. Die Neun-schwänzige-Füchsin schafft es durch eine List den Kanzler zu töten und Wu als Mörder des Kanzlers darzustellen.
Als das Volk erfährt, dass eine Pyramide gebaut werden soll, bekunden einige Menschen aus dem Volk ihren Unmut. Die Soldaten der Königs Zhou wollen einen Aufstand im Keim ersticken und greifen die Menschen an. Meister Wu verfolgt das Geschehen aus sichere Entfernung. Mittels Magie erschafft er einen Wirbelsturm, der die Soldaten niederringt und die Menschen in das Nachbarreich des weisen Mandarin bringt. Hier regiert König Chao. Die Menschen werden gütig empfangen und dürfen hier leben.
Der General des Königs Zhou, „Hungar, der Schreckliche“, gibt zwei Offizieren den Auftrag Papatolati, einen mächtigen bösen Zauberer, im Reich des weisen Mandarin aufzusuchen und eine Nachricht zu übermitteln. Damit Papatolati weiß, dass die Nachricht vom General stammt, ist diese in einer Kapsel versteckt. Die Nachricht: Er soll König Chao ermorden, als Belohnung gibt es einen Sack voll Gold. Meister Wu blickt in die Zukunft und kann so die Kapsel mit der geheimen Nachricht später abfangen. Meister Wu wird für diesen Verdienst zum Kanzler des Reiches des weisen Mandarin ernannt.
Papatolati sucht König Zhou auf und behauptet, dass das Königreich des weisen Mandarin mit Hilfe der Götter sein Königreich angreifen will. Zhou willigt ein, in den Krieg gegen das Nachbarreich zu ziehen.
Es folgen einige blutige Schlachten, auf beiden Seiten sterben viele Menschen, einige Dämonen und Götter. In der vorletzten Schlacht haben die Truppen des Generals Hungar die Oberhand. Auf ihre Seite stehen die „4 Riesenkönige“. Das Schicksal des Königreiches des weisen Mandarin scheint besiegelt, da erscheint Tarzerix. Er besiegt die „4 Riesenkönige“ ohne großer Mühen. General Hungar befehligt die Flucht, als er sieht, dass Tarzerix zu stark ist. Papatolati kann von Tarzerix gestellt werden, es kommt zum Kampf. Beide verwandeln sich während des Kampfes in verschiedene Tierformen. In der Drachenform teilt Tarzerix Papatolati in zwei Hälften – Papatolati ist augenblicklich tot. General Hungar ereilt ein noch schlimmeres Schicksal: Der Göttervater wirft ihn in den „Feuertopf“ und tötet ihn damit. Seine Seele kommt in den „Feuerofen“, einer der 18 Ebenen der Unterwelt, wo sie bis in alle Ewigkeit Qualen erleiden muss.
Die Neun-schwänzige-Füchsin bittet ihren Mann, dass sie und ihre andere Schwester (ebenfalls eine Dämonin, die sich in einen Fasan verwandeln kann) versuchen dürfen, Meister Wu und Tarzerix zu töten, er willigt ein. Der Anschlag misslingt, die Neun-schwänzige-Füchsin und ihre Schwester sterben.
In der letzten Schlacht schreckt König Zhou vor nichts mehr zurück. Er nutzt sein eigenes Volk als menschlichen Schutzschild, zwingt es vor den Toren der Stadt gefesselt zu stehen, damit Wu und seine Truppe nicht angreifen. Wu zaubert einen Wirbelsturm herbei, der die Menschen in Sicherheit bringt. Zhous Truppen werden überrannt. Es kommt zum Showdown: König Zhou gegen Tarzerix. Zhou hat nicht den Hauch einer Chance gegen Tarzerix, er tötet den Tyrannen. Danach feiern die Menschen ihren neuen König Chao.

## Die Charaktere
Viele der Haupt- und Nebenfiguren basieren auf denen der chinesischen Novelle The Creation of the Gods. Da die deutschen Namen der Figuren keine wortwörtlichen Übersetzungen sind, ist es nur sehr schwer deren Vorbilder zu finden.
Diese Tabelle soll dabei helfen:
| deutsche Bezeichnung       | chinesische Bezeichnung       |
| -------------------------- | ----------------------------- |
| Neun-schwänzige-Füchsin    | Daji                          |
| Meister Wu                 | Jiang Ziya                    |
| Tarzerix                   | Erlang Shen                   |
| König Zhou                 | König Dì Xīn von Shang        |
| Die 4 Riesenkönige         | „Die vier himmlischen Könige“ |
| Der Göttervater            | Yuanshi Tianzun               |
| Papatolati                 | Shen Gongbao                  |
| Zen „der Weise“            | „Antarktische Fee“            |
| „Holzfäller Junge“         | Bukit                         |
| „Hungar, der Schreckliche“ | Taishi Ci                     |
| Adlerschwinge              | Leizhenzi                     |

## Vermarktung
Der Verleiher CFC-Kontakt-Film KG, vermarktete den Film ganz offensichtlich als Kinderfilm. Der Titel Die Elefantenpolizei, Text und die Gestaltung des Filmplakats, zielen eindeutig auf ein junges, kindliches Publikum ab. Dies hat so gut wie nichts mit dem Film zu tun. Der Untertitel „T... und Bimbo“ ergibt keinen Sinn. „T...“ könnte für Tarzerix stehen. Das Wort Bimbo fällt kein einziges Mal im Film. Das Wort Bimbo hat mehrere Bedeutungen – Ein Überblick:
- Abwertende Bezeichnung für einen Menschen mit dunkler Hautfarbe

- Eine attraktive aber dumme Frau
- Eine dumme Person
- aus dem italienischen Übersetzt: „Kleiner Junge“

Keiner dieser Bedeutungen passt zu dem Film.
Womöglich dachten sich die Titelgeber/Marketing, dass das Wort Bimbo in Verbindung mit dem Wort Elefantenpolizei und den zwei blauen Elefanten auf dem Filmplakat mit Dumbo assoziiert wird. Dumbo ist eine berühmte Disney-Figur – ein kleiner, blauer Elefant – aus den gleichnamigen Filmen von 1941 und 2019.

## Veröffentlichung
In die deutschen Kinos kam der Film unter dem Titel Die Elefantenpolizei am 30. September 1977. Auf der Freigabebescheinigung des Films ist eine Lauflänge von 82 Min. angegeben und von der FSK wurde er ab 6 Jahren freigegeben.
Der Film wurde unter verschiedenen Titeln auf Video und DVD veröffentlicht. Die FSK-Freigabe unterscheidet sich je nach Veröffentlichung.
Von dem Studio Jaguar-Video (Madison) wurde der Film in drei Teilen auf Video veröffentlicht. Alle Teile wurden von der FSK ab 12 Jahren freigegeben (Laufzeit jeweils ca. 30 Min.):
- Tarzerix der Rächer 1 – Der Kung-Fu-Mann[10]

- Tarzerix der Rächer 2 – Kampf der Dämonen[11]

- Tarzerix der Rächer 3 – Tarzerix greift ein[12]

Diese drei Teile wurden von dem Studio Carrera-Video 1989 unter dem Titel Tarzerix – der Rächer auf Video veröffentlicht (FSK-Freigabe: ab 12 Jahren, Laufzeit ca. 75 Min.).
Unter dem Titel Die Elefantenpolizei erschien der Film vom Studio Pront-Video auf VHS (FSK-Freigabe: ab 6 Jahren, Laufzeit ca. 77 Min).
Unter dem Titel Tarzerix – Die Elefantenpolizei erschien der Film vom Studio Retrofilm auf DVD 2012. Auf der DVD befindet sich die Kinofassung, mit einer Lauflänge von ca. 77 Min. und als Bonus eine Langfassung mit einer Lauflänge von ca. 79 Min. (FSK-Freigabe: ab 6 Jahren).
Von Imperial Pictures erschien der Film unter dem Titel Tarzerix – Die Elefantenpolizei auf DVD 2012. Laufzeit ca. 77 Min. und als Bonus gibt es eine Langfassung mit 79 Min. (FSK-Freigabe: ab 6 Jahren; Inhaltsgleich mit der Fassung von der VZ-Handels GmbH).
Von der VZ-Handels GmbH erschien der Film unter dem Titel Tarzerix – Die Elefantenpolizei auf DVD 2014. Die FSK hat den Film ab 6 Jahren freigegeben. Der Inhalt der DVD ist identisch mit der von Imperial Pictures. Die Laufzeit des Films ist ca. 77 Min.

## FSK-Freigabe
Es gibt zwei FSK-Freigaben für den Film, ohne dass es dafür einen relevanten Grund gibt. Unter dem Titel Die Elefantenpolizei ist er ab 6 Jahren von der FSK freigegeben worden (DVD und Kino). Bei den Veröffentlichungen von den Labels Jaguar-Video (Madison) und Carrera-Video ist der Film hingegen ab 12 Jahren von der FSK freigegeben worden.
Man könnte annehmen, dass für die niedrigere Freigabe der Film geschnitten wurde (der Film hat einige gewalttätige Szenen, die für Kinder nicht geeignet sind). Dafür sprechen aber nur die unterschiedlichen Lauflängen. Ein Amazon-Kunde (Verifizierter Kauf) schreibt am 24. Juli 2015 über die DVD-Fassung (VZ-Handels GmbH) die ab 6 Jahren freigegeben ist: „Diverse gewalttätige Szenen, in denen einem Mann sein Herz heraus geschnitten[sic] wird oder ein Dämon menschliche Gliedmaßen verspeist[…]“. Diese Szenen befinden sich in den Fassungen die von der FSK ab 12 Jahren freigegeben worden sind (Anmerkung: Der Mann schneidet sich in der Szene selbst das Herz heraus).
In puncto Gewalt unterscheidet sich die deutsche Fassung nicht von den diversen internationalen Fassungen. Es gibt zwei markante Unterschiede:
- In der deutsche Version fehlt in dem Vorspann eine Szene: Man sieht wie General Hungar in den „Feuertopf“ fällt, daneben steht ein Erklärungstext.
- Nach dem Vorspann gibt es eine etwa 30-sekündige Sequenz, die aber keinerlei Gewalt enthält.

Es ist somit sehr wahrscheinlich, dass alle deutschen Fassungen Inhaltsgleich sind. Somit müssten alle deutschen Fassungen eigentlich die gleiche FSK-Freigabe haben. Es ist unwahrscheinlich, dass der Film heruntergestuft wurde, dafür sind die Gewaltszenen zu drastisch.

## Musik
Für die deutsche- und spanische Fassung des Films wurde ein eigener Song produziert.

## Trivia
- Der Film erschien als 6-Teiliger Comic in Spanien.[19]
- Das ganze Material, was benötigte wurde um den Film zu produzieren, wurde aus Japan importiert.[6]